# Anneke Venema
Anneke Venema (née le 19 janvier 1971 à Veendam) est une rameuse néerlandaise.

## Biographie

### Palmarès

#### Aviron aux Jeux olympiques
- 2000 à Sydney,  Australie
  -  Médaille d'argent en huit[1]

#### Championnats du monde d'aviron
- 2001 à Lucerne,  Suisse
  -  Médaille de bronze en quatre sans barreur
- 1995 à Tampere,  Finlande
  -  Médaille de bronze en huit